# رودريغو أينيغو
رودريغو أينيغو (بالإسبانية: Rodrigo Íñigo)‏ هو لاعب كرة قدم مكسيكي، ولد في 29 أغسطس 1985 في مدينة مكسيكو في المكسيك. لعب مع نادي أمريكا ونادي بويبلا ونادي تيكوس.

## وصلات خارجية
- رودريغو أينيغو على موقع قاعدة بيانات كرة القدم.إي يو (الإنجليزية)
- رودريغو أينيغو على موقع Soccerway.com (الإنجليزية)